# Jan Leśniewski
Jan Leśniewski (* 1965) ist ein ehemaliger polnischer Radrennfahrer.

## Sportliche Laufbahn
Leśniewski war Straßenradsportler. 1985 siegte er im Etappenrennen Dookoła Mazowsza vor Leszek Stępniewski und im Rennen Ziemia Gorzowska.
1990 holte er einen Etappensieg in der Polen-Rundfahrt. Die Polen-Rundfahrt fuhr er sechsmal, der 29. Platz 1989 war sein bestes Gesamtresultat.
Für die polnische Nationalmannschaft bestritt er unter anderem die Slowakei-Rundfahrt und die Tour of Scotland. Ab 1992 startete er für ein französisches Team.

## Familie
Er ist der Bruder von Marek Leśniewski, der ebenfalls Radrennfahrer war.